# Objetivo de Desarrollo Sostenible 5
El Objetivo de Desarrollo Sostenible 5 (Objetivo 5 u ODS 5) es uno de los 17 Objetivos de Desarrollo Sostenible (ODS) establecidos por las Naciones Unidas en 2015. Este objetivo se enfoca en empoderar a mujeres y niñas para disminuir la desigualdad de género, con el propósito de evadir el estancamiento social que esta última provoca.
El ODS 5 es: "Lograr la igualdad entre los géneros y empoderar a todas las mujeres y las niñas". El Objetivo tiene metas que deben alcanzarse para 2030. El progreso hacia las metas se medirá mediante indicadores.

## Metas e indicadores del ODS 5
El ODS 5 Lograr la igualdad de género y empoderar a todas las mujeres y las niñas, como el resto de los objetivos, tiene incidencia directa en las políticas públicas a través de sus metas e indicadores. En este caso, los que se vinculan con la igualdad y la no violencia hacia las mujeres. Por ejemplo, en lo general, es necesario cuantificar por sus cualidades a las mujeres que los Estados atienden desglosando la información por ingreso, sexo, edad, raza, origen étnico, estatus migratorio, discapacidad, ubicación geográfica y otras características de conformidad con los Principios Fundamentales de las Estadísticas Oficiales (Resolución 68/260) pero, además se deben de desglosar los indicadores que le corresponden a cada objetivo basándose en el documento conocido como Marco de indicadores mundiales para los Objetivos de Desarrollo Sostenible y metas de la Agenda 2030 para el Desarrollo Sostenible. 
Esto aplica para todos los estados parte y se adapta a la forma de estado y de gobierno que tiene cada país. Es decir, los indicadores deben de homologarse para facilitar la asignación de presupuesto a la solución de los problemas públicos asociados con el subejercicio de derechos que se buscan resolver. 
El Objetivo 5. Lograr la igualdad de género y empoderar a todas las mujeres y las niñas, tiene las siguientes metas e indicadores: 
- Meta 5.1 Poner fin a todas las formas de discriminación contra todas las mujeres y las niñas en todo el mundo
  - Indicador 5.1.1 Determinar si existen o no marcos jurídicos para promover, hacer cumplir y supervisar la igualdad y la no discriminación por razón de sexo.
- Meta 5.2 Eliminar todas las formas de violencia contra todas las mujeres y las niñas en los ámbitos público y privado, incluidas la trata y la explotación sexual y otros tipos de explotación.
  - Indicador 5.2.1 Proporción de mujeres y niñas a partir de 15 años de edad que han sufrido violencia física, sexual o psicológica a manos de su actual o anterior pareja en los últimos 12 meses, desglosada por forma de violencia y edad
  - Indicador 5.2.2 Proporción de mujeres y niñas a partir de 15 años de edad que han sufrido violencia sexual a manos de personas que no eran su pareja en los últimos12 meses, desglosada por edad y lugar del hecho.
- Meta 5.3 Eliminar todas las prácticas nocivas, como el matrimonio infantil, precoz y forzado y la mutilación genital femenina
  - Indicador 5.3.1 Proporción de mujeres de entre 20 y 24 años que estaban casadas o mantenían una unión estable antes de cumplir los 15 años y antes de cumplir los 18 años
  - Indicador 5.3.2 Proporción de niñas y mujeres de entre 15 y 49 años que han sufrido mutilación o ablación genital femenina, desglosada por edad
- Meta 5.4 Reconocer y valorar los cuidados y el trabajo doméstico no remunerados mediante servicios públicos, infraestructuras y políticas de protección social, y promoviendo la responsabilidad compartida en el hogar y la familia, según proceda en cada país
  - Indicador 5.4.1 Proporción de tiempo dedicado al trabajo doméstico y asistencial no remunerado, desglosada por sexo, edad y ubicación
- Meta 5.5 Asegurar la participación plena y efectiva de las mujeres y la igualdad de oportunidades de liderazgo a todos los niveles decisorios en la vida política, económica y pública
  - Indicador 5.5.1 Proporción de escaños ocupados por mujeres en a) los parlamentos nacionales y b) los gobiernos locales
  - Indicador 5.5.2 Proporción de mujeres en cargos directivos
- Meta 5.6 Asegurar el acceso universal a la salud sexual y reproductiva y los derechos reproductivos según lo acordado de conformidad con el Programa de Acción de la Conferencia Internacional sobre la Población y el Desarrollo, la Plataforma de Acción de Beijing y los documentos finales de sus conferencias de examen
  - Indicador 5.6.1 Proporción de mujeres de entre 15 y 49 años que toman sus propias decisiones informadas sobre las relaciones sexuales, el uso de anticonceptivos y la atención de la salud reproductiva
  - Indicador 5.6.2 Número de países con leyes y reglamentos que garantizan a los hombres y las mujeres a partir de los 15 años de edad un acceso pleno e igualitario a los servicios de salud sexual y reproductiva y a la información y educación al respecto
- Meta 5.a Emprender reformas que otorguen a las mujeres igualdad de derechos a los recursos económicos, así como acceso a la propiedad y al control de la tierra y otros tipos de bienes, los servicios financieros, la herencia y los recursos naturales, de conformidad con las leyes nacionales
  - Indicador 5.a.1 a) Proporción del total de la población agrícola con derechos de propiedad o derechos seguros sobre tierras agrícolas, desglosada por sexo; y b) proporción de mujeres entre los propietarios o los titulares de derechos sobre tierras agrícolas, desglosada por tipo de tenencia
  - Indicador 5.a.2 Proporción de países cuyo ordenamiento jurídico (incluido el derecho consuetudinario) garantiza la igualdad de derechos de la mujer a la propiedad o el control de las tierras
- Meta 5.b Mejorar el uso de la tecnología instrumental, en particular la tecnología de la información y las comunicaciones, para promover el empoderamiento de las mujeres
  - Indicador 5.b.1 Proporción de personas que poseen un teléfono móvil, desglosada por sexo
- Meta 5.c Aprobar y fortalecer políticas acertadas y leyes aplicables para promover la igualdad de género y el empoderamiento de todas las mujeres y las niñas a todos los niveles
  - Indicador 5.c.1 Proporción de países con sistemas para el seguimiento de la igualdad de género y el empoderamiento de las mujeres y la asignación de fondos públicos para ese fin

## Antecedentes
A pesar de importantes avances en materia de igualdad de género a nivel mundial, en varias regiones del mundo existen barreras para que las mujeres ejerzan sus derechos. El ODS 5, Lograr la igualdad de género y empoderar a todas las mujeres y las niñas, tiene una estrecha relación con aspectos económicos, sociales y ambientales necesarios para alcanzar el desarrollo económico sostenible. 
Las diferencias en el acceso a la tierra en función de los roles de género constituyen un obstáculo para los derechos de las mujeres. Uno de los aspectos importantes para garantizar los derechos de las mujeres es facilitar el acceso a la tierra y reducir los costos de manejo.

## Un acercamiento a las metas del ODS 5
Cada meta del Objetivo 5. Lograr la igualdad de género y empoderar a todas las mujeres y las niñas ha sido motivada por diversas razones. A continuación, se exponen las razones que inspiraron la inclusión de la Meta 5.a. Emprender reformas que otorguen a las mujeres el derecho a los recursos económicos en condiciones de igualdad, así como el acceso a la propiedad y al control de las tierras y otros bienes, los servicios financieros, la herencia y los recursos naturales, de conformidad con las leyes nacionales.
Un estudio en 2018 del Banco Mundial en 189 países encontró que el 40% de los países analizados tienen algún tipo de restricción que limita los derechos de las mujeres a la propiedad. En el mismo informe del Banco Mundial actualizado a datos de 2020, se mantuvo el porcentaje de países con restricciones legales que limitan los derechos de las mujeres a la propiedad.
Las mujeres tienen menos acceso a la tierra y menos posibilidades de acceder a los títulos de propiedad. Las medidas gubernamentales destinadas a mejorar el acceso de las mujeres a los títulos de propiedad fomentan el empoderamiento de las mujeres y la permanencia y cuidado de las propiedades, incluyendo una mejor gestión de la tierra. 
Entre los indicadores de cumplimiento de este objetivo, se incluye un incremento en la proporción de mujeres de zonas rurales con acceso a la tierra.Culturalmente el trabajo no remunerado de cuidados en el hogar lo llevan a cabo las mujeres, por lo que su relación con los recursos naturales como agua, alimentos, madera y energía, influyen dramáticamente en su carga de trabajo y su rol protagónico en el desarrollo local de comunidades.[cita requerida]

## Organizaciones
Varias organizaciones mundiales se han comprometido a avanzar hacia el ODS 5 de diversas formas. Por ejemplo:
- ONU Mujeres, trabaja por el empoderamiento de las mujeres.
- Igualdad Ya, aboga por la protección y promoción de los derechos humanos de mujeres y niñas.
- Vital Voices, trabaja con mujeres líderes en las áreas de empoderamiento económico, participación política de las mujeres y derechos humanos.
- PNUD, trabaja para promover la participación y el liderazgo de la mujer en todas las formas de adopción de decisiones.[10]
- El Gobierno de Sonora a través del Plan Estatal de Desarrollo 2021-2027 ha incluido la Agenda 2030 donde se contiene el Objetivo 5 de los Objetivos de Desarrollo Sostenible, sus metas e indicadores.